# Bondi Rescue
Bondi Rescue est une émission télévisée documentaire australienne diffusée sur Network 10. L'émission diffusée depuis 2006 suit la vie quotidienne et la routine des sauveteurs professionnels du Conseil de Waverley qui patrouillent à la plage de Bondi à Sydney.
Bondi Rescue a été diffusé pour la première fois en 2006. Un spin-off, situé à Bali (Indonésie), a également été brièvement projeté en 2008. Bondi Rescue est également diffusé dans une centaine d'autres pays. L'émission a été créé et produit par le sauveteur Ben Davies. La narration est faite par Osher Günsberg .

## Présentation
Les sauveteurs de Bondi effectuent environ cinq mille sauvetages au cours de la période estivale. Ils traitent également d'autres incidents, notamment des enfants perdus, alertes aux requins, piqûres de physalie, blessures, délinquants sexuels, états d'ivresse et voleurs. De temps en temps, des célébrités font des apparitions sur la plage : par exemple David Hasselhoff et Kelly Slater (stars de l'émission fictive de sauveteurs américains Alerte à Malibu ), Hugh Grant, Zac Efron, Conan O'Brien, Rowan Atkinson, Paris Hilton, Russell Crowe, l'entrepreneur Richard Branson, le musicien Snoop Dogg, Steve Irwin. Le vétérinaire de Bondi, Chris Brown, est apparu à plusieurs reprises sur la plage de Bondi, rencontrant des sauveteurs, dans sa propre émission Bondi Vet .
Bondi est également le lieu du Annual Lifeguard Ironman Challenge, qui teste les compétences des sauveteurs avec une course à pied d'un kilomètre de Bondi à la plage locale de Tamarama, puis une nage d'un kilomètre jusqu'à la plage voisine de Bronte, suivie d'un retour en planche de sauvetage de deux kilomètres.
Les images de la série sont tournées pendant l'été australien précédent (généralement entre novembre et février), certains épisodes reflétant des incidents survenus le jour de Noël, le jour de l'an ou l'Australia Day . Des incidents notables sur les plages voisines de Tamarama et de Bronte, dont les sauveteurs sont également responsables, sont parfois signalés. Les saisons ultérieures ont également présenté des images d'entraînement des sauveteurs du milieu de l'année.
De nombreuses planches de sauvetage et jet-skis ont une caméra attachée permettant des images en gros plan. Lorsque la situation est sûre, un cadreur accompagne les sauveteurs en mer.
La société de production verse au Waverley Council 139 000 $ par an et un pourcentage des bénéfices pour filmer cette émission, et le Conseil détient également des « droits de révision » pour s'assurer que le contenu est conforme à ses pratiques.

## Réception
Bondi Rescue est considérée comme une réussite pour la chaine télévisée, avec une moyenne de 1,31 million de téléspectateurs lors de sa troisième saison. L'émission a remporté la récompense des séries documentaires, le Logie Awards en 2008, 2009, 2010, 2011 et 2012. Son succès a également conduit à la production de séries similaires, comme Surf Patrol et Deadly Surf.